# Marciszów (gemeente)
De gemeente Marciszów is een landgemeente in het Poolse woiwodschap Neder-Silezië, in powiat Kamiennogórski.
De zetel van de gemeente is in Marciszów.
Op 30 juni 2004 telde de gemeente 4730 inwoners.

## Oppervlakte gegevens
In 2002 bedroeg de totale oppervlakte van gemeente Marciszów 81,98 km², waarvan:
- agrarisch gebied: 53%
- bossen: 36%

De gemeente beslaat 20,7% van de totale oppervlakte van de powiat.

## Demografie
Stand op 30 juni 2004:
| Omschrijving                   | Totaal | Totaal | Vrouwen | Vrouwen | Mannen | Mannen |
| ------------------------------ | ------ | ------ | ------- | ------- | ------ | ------ |
| eenheid                        | aantal | %      | aantal  | %       | aantal | %      |
| inwoners                       | 4730   | 100    | 2386    | 50,4    | 2344   | 49,6   |
| bevolkingsdichtheid (inw./km²) | 57,7   | 57,7   | 29,1    | 29,1    | 28,6   | 28,6   |

In 2002 bedroeg het gemiddelde inkomen per inwoner 1420,91 zł.

## Administratieve plaatsen (sołectwo)
- Ciechanowice
- Świdnik
- Sędzisław
- Wieściszowice
- Marciszów
- Pustelnik
- Pastewnik
- Domanów
- Nagórnik

## Aangrenzende gemeenten
Bolków, Czarny Bór, Janowice Wielkie, Kamienna Góra, Stare Bogaczowice